# Avni Rustemi
Avni Rustemi (ur. 26 września 1895 w Libohovë k. Gjirokastry, zm. 22 kwietnia 1924 w Tiranie) – albański publicysta, nauczyciel, polityk i działacz niepodległościowy.

## Życiorys
Uczył się w Elbasanie i w San Demetrio Corone, miejscowości zamieszkałej przez Arboreszy. Studia pedagogiczne odbył w rzymskim uniwersytecie La Sapienza. Po powrocie do kraju pracował jako nauczyciel w szkołach w Tepelenie i we Wlorze.
W 1910 brał udział w przygotowaniach do zamachu na osmańskiego generała Shefqeta Turguta paszę, w czasie jego pobytu w Szkodrze, a w 1914 jako ochotnik walczył w południowej Albanii przeciwko Grekom. W 1918 związał się z patriotyczną organizacją Młodzież Wlory (alb. Djalëria e Vlorës), która 28 listopada 1918 zorganizowała demonstrację antywłoską. W tym samym roku został wybrany jej przewodniczącym. W 1920 wyjechał do Paryża, gdzie 13 czerwca zastrzelił z rewolweru przed hotelem Continental Esada Paszę Toptaniego. Według albańskiego historyka Kastriota Dervishiego Rustemi dokonał zabójstwa na zlecenie, działając w interesie przeciwników politycznych Esada Paszy.
Po zamachu został pobity przez przechodniów, a następnie ujęty przez policję francuską. Stanął przed sądem w Paryżu, który uznał, że zamach nie był planowany, zabójca działał w afekcie i oczyścił go z zarzutów. W grudniu 1920 Rustemi został uniewinniony, wyjechał do Rzymu, a stamtąd do Albanii. Na ulicach Tirany witano go jak bohatera narodowego. Cieszący się ogromną popularnością Rustemi został wybrany honorowym przewodniczącym organizacji patriotycznej Ojczyzna (alb. Adtheu). We współpracy z ówczesnym ministrem edukacji, Sotirem Peçim organizował sieć szkół powszechnych na terytorium Albanii. W 1921 z inicjatywy Rustemiego powstała organizacja zawodowa nauczycieli albańskich Lidhja e Mësuesve (Liga Nauczycieli).
W 1922 założył w Tiranie radykalną organizacją młodzieżową Jedność (alb. Bashkimi). Był także związany z Komitetem Obrony Kosowa - organizacją powołaną do życia przez kosowskich Albańczyków, mieszkających w Albanii. W tym czasie zaangażował się w działalność publicystyczną, głosząc ideę niezależności gospodarczej Albanii jako podstawy niezależności politycznej. W swoich tekstach krytykował ignorancję i zacofanie elity politycznej państwa.
W grudniu 1923 uzyskał mandat deputowanego w wyborach do parlamentu albańskiego. W tym czasie współpracował blisko z Hoxhą Kadrim, który doradzał Rustemiemu, aby wyjechał z kraju. Po nieudanym zamachu na Ahmeda Zogu, jego zwolennicy planowali zabicie jego politycznego przeciwnika. Rustemi nie zgodził się na wyjazd z kraju i padł ofiarą zamachu, do którego doszło 20 kwietnia 1924 w okolicy cmentarza w Tiranie. Zabójca Isuf Reçi oddał dwa strzały z pistoletu, jeden z nich trafił w przeponę i trzustkę, powodując śmierć w stołecznym szpitalu, po 47 godzinach od zamachu. O zorganizowanie zamachu oskarżano zwolenników Ahmeda Zogu (zabójca był w przeszłości służącym w domu Zogu).

## Pamięć

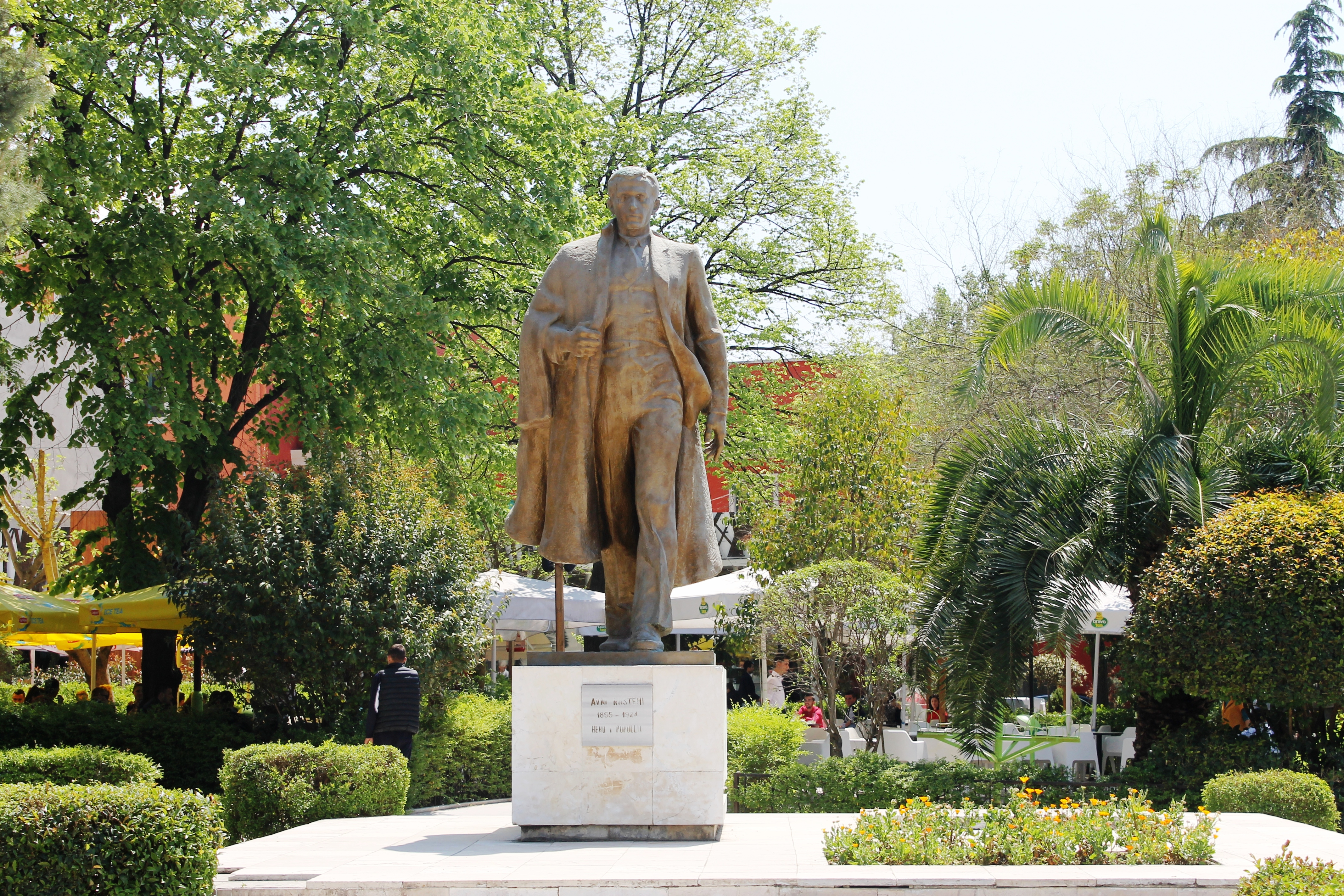
Pomnik Rustemiego we Wlorze

Po śmierci ciało Rustemiego wysłano do Wlory, gdzie 1 maja 1924 został pochowany w grobowcu w ogrodzie, w centrum miasta. Pogrzeb Rustemiego przerodził się w wielką demonstrację patriotyczną, a jego śmierć stała się pretekstem do zamachu stanu, określanego przez historiografię albańską jako Rewolucja Burżuazyjno-Demokratyczna 1924 roku. W 1982 ciało ekshumowano i przeniesiono na nowe miejsce, gdzie stanął pomnik dłuta Kristaqa Ramy. Serce Rustemiego wyjęte z ciała zostało zabalsamowane i było eksponowane w aptece miejskiej w Tiranie do roku 1963. Zamach Rustemiego stał się kanwą dramatu Dy krisma në Paris Sheri Mity. W 1981 Ilo Pando zrealizował film dokumentalny, poświęcony postaci Rustemiego. Popiersie Rustemiego dłuta Odhise Paskaliego znajduje się w centrum Tirany, przy placu noszącym jego imię. Imię Rustemiego noszą ulice w Korczy, Wlorze, Tepelenie, Elbasanie i w Kukësie, a także szkoła w Tiranie. Dom rodzinny Rustemiego w Libohovë w 2020 został odrestaurowany i przekształcony w muzeum.